# Vesania
Vesania – polska grupa wykonująca muzykę z pogranicza symfonicznego black metalu i blackened death metalu. Powstała w 1997 roku w Warszawie z inicjatywy perkusisty Dariusza "Daraya" Brzozowskiego, gitarzysty i wokalisty Tomasza "Oriona" Wróblewskiego oraz basisty Filipa "Heinricha" Hałuchy. Formacja powszechnie mylnie określana jest jako supergrupa ze względu na udział poszczególnych muzyków w takich grupach jak: Behemoth, Decapitated oraz Dimmu Borgir.

## Historia

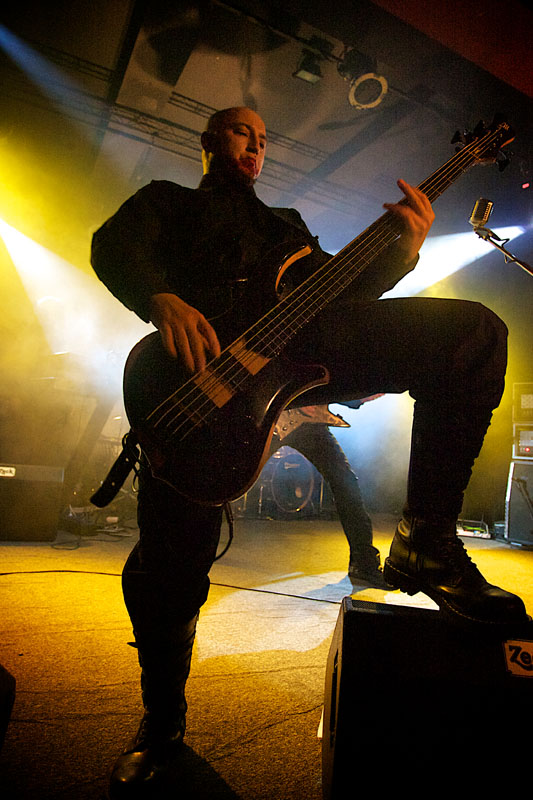
Heinrich podczas koncertu we wrocławskim klubie Firlej 13 maja 2011 roku

Zespół powstał w 1997 roku w Warszawie z inicjatywy perkusisty Dariusza "Daraya" Brzozowskiego, gitarzysty i wokalisty Tomasza "Oriona" Wróblewskiego i basisty Filipa "Heinricha" Hałuchy. Niedługo potem do grupy dołączyła keyboardzistka znana pod pseudonimem "Hatrah" oraz gitarzysta Filip "Annahvahr" Żołyński. W 1998 roku w olsztyńskim Selani Studio grupa zarejestrowała pierwsze demo pt. Reh.. Wkrótce grupę opuściła "Hatrah" której miejsce jesienią roku 2000 objął Krzysztof "Siegmar" Oloś. 
W nowym składzie grupa występowała podczas koncertów w Polsce. W 2002 roku nagrania demo pod nazwą Moonastray ukazały się jako split album wraz z grupą Black Altar, wydany nakładem Odium Records. Wcześniej bo na przełomie 2001 i 2002 roku ponownie w Selani Studio grupa podjęła realizację debiutanckiego albumu pt. Firefrost Arcanum. Płyta ukazała się w 2003 roku nakładem Empire Records w Europie oraz Crash Music w USA. Wydawnictwo grupa promowała podczas koncertów m.in. na festiwalu Metalmania oraz na Blitzkrieg Tour '03 wraz z grupami Vader, Decapitated oraz Frontside. Również w 2003 roku Wróblewski dołączył jako basista do zespołu Behemoth. Tego samego roku z grupy odszedł Żołyński, który skupił się na pracy fotografika. Orion o tekstach na albumie Firefrost Arcanum:

Tekstom na "Firefrost Arcanum" poświęciliśmy wiele uwagi, po to, by w jak najbardziej pełny sposób uzupełniały dźwięki zawarte na tym albumie. Ta mnogość zagmatwanych zwrotów to moje zboczenie dotyczące zabaw językiem, na wszelkich możliwych poziomach. Wszystko to po to, żeby stworzyć jak największą ilość możliwości interpretacji. Dzięki tekstom pisanym w ten sposób można zauważyć jakiś ich szczegół dopiero po bardzo długim czasie, przynajmniej mi to zawsze sprawiało ogromną przyjemność.

W 2004 roku Brzozowski dołączył do grupy Vader w której zastąpił Krzysztofa "Docenta" Raczkowskiego. Pod koniec tego samego roku muzycy przystąpili do prac nad drugim studyjnym albumem zatytułowanym God the Lux. Nagrania zrealizowano w lubelskim Hendrix Studio we współpracy z Arkadiuszem "Maltą" Malczewskim, miksowanie i mastering wykonali Wojciech i Sławomir Wiesławscy. Album ukazał się w roku 2005 nakładem Empire Records w Polsce oraz dzięki Napalm Records na świecie. Latem tego samego roku skład uzupełnił gitarzysta Marcin "Valeo" Walenczykowski. 
Na początku 2006 roku grupa odbyła europejską trasę koncertową poprzedzając występy takich zespołów jak: Cryptopsy, Grave, Dew-Scented i Aborted. Kolejne koncerty grupa dała w ramach tras koncertowych God the Black East European Tour oraz Blitzkrieg IV. Pod koniec 2007 roku ukazał się kolejny album pt. Distractive Killusions. Nagrania zostały zarejestrowane w olsztyńskim Studio X we współpracy z Szymonem Czechem. W Polsce płyta została wydana w styczniu 2008 roku nakładem Mystic Production. Pod koniec lutego 2008, w warszawskim Empiku Megastore Vesania spotykała się z fanami przy podpisywaniu najnowszego albumu. Orion o realizacji płyty Distractive Killusions: 

Tym razem mogliśmy sobie pozwolić na poświęcenie większej ilości czasu na miks płyty. Odbywał się on jednocześnie z rejestracją śladów głosu. Sukcesywnie realizowaliśmy wcześniejsze zamierzenia, jednocześnie wykorzystując świeże pomysły, zarówno moje własne, jak i Szymona Czecha. Przez cały ten czas pozostawałem w stałym kontakcie z resztą zespołu, a zwłaszcza z Siegmarem, który na bieżąco śledził i konsultował nasze studyjne dokonania. Nareszcie możemy mówić o "brzmieniu" i "charakterze" zespołu, zawartym na naszej trzeciej płycie.

Zaplanowane koncerty Vesanii w ramach promocji trzeciej płyty ostatecznie nie odbyły. Przyczyną były zobowiązania Brzozowskiego wobec zespołu Dimmu Borgir oraz Wróblewskiego względem formacji Behemoth. W 2009 roku Brzozowski w udzielonym wywiadzie przyznał, że grupa zawiesiła działalność. Tego samego roku Hałucha dołączył do zespołu Decapitated. Latem 2010 roku zespół odbył pierwsze próby po przerwie w działalności. Na początku kwietnia 2011 roku grupa dała szereg koncertów w Rosji i na Białorusi. Koncerty Vesanii poprzedziła grupa Christ Agony. Również w kwietniu zespół występował w ramach Unholy Carnival Tour w Polsce. Druga część tournée odbyła się w maju. W trasie wzięły udział także formacje Nomad i Lost Soul. Następnie na przełomie września i października kwintet wziął udział w europejskiej trasie koncertowej wraz z Hate, Negură Bunget oraz Inferni.

## Muzycy

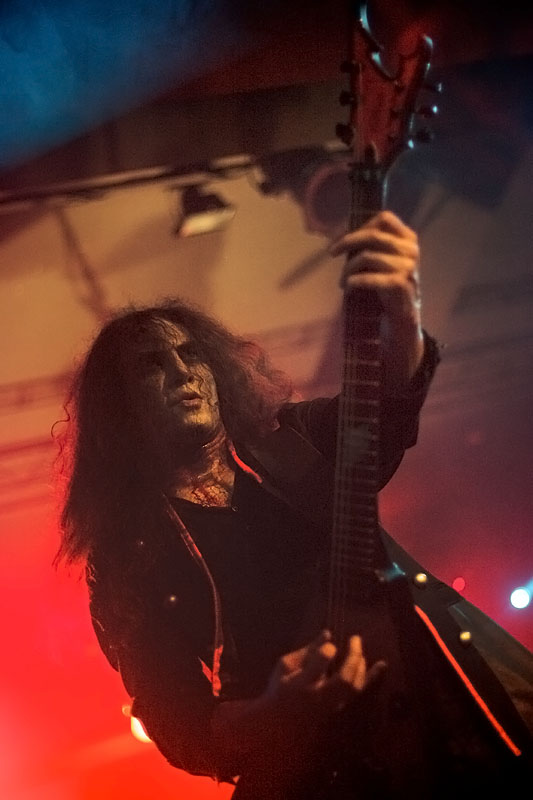
Valeo podczas koncertu we wrocławskim klubie Firlej 13 maja 2011 roku

| Obecny skład zespołu - Orion – gitara, śpiew (od 1997) - Heinrich – gitara basowa (od 1997) - Daray – perkusja (od 1997) - Siegmar – instrumenty klawiszowe (od 2000) |  | Byli członkowie zespołu - Hatrah – instrumenty klawiszowe (1998-1999) - Annahvahr – gitara (1998-2003) - Valeo (zmarły) - gitara (2005-2018) Muzycy koncertowi - Mortifer (zmarły) – gitara (2003) - Krimh – perkusja (2014) |

Oś czasu

## Dyskografia
| Albumy studyjne - Firefrost Arcanum (2003, Empire Records) - God the Lux (2005, Napalm Records, Empire Records) - Distractive Killusions (2007, Napalm Records, Mystic Production) - Deus ex machina (2014, Fonografika, Metal Blade Records) | Inne - Reh (1998, demo, wydanie własne) - Promo 1999 (1999, demo, wydanie własne) - Wrath ov the Gods/Moonastray (2002, split z Black Altar) - Rage of Reason (2008, SP, Empire Records) |